# شپلی (دهانه)
شپلی یک دهانه برخوردی در ماه‌ است.